# Безшумний (фільм)
«Безшумний» (англ. The Silencing) — бойовик-трилер 2020 року, знятий Робіном Пронтом за сценарієм Мікі Ранума. У головних ролях Ніколай Костер-Вальдау, Аннабелль Волліс, Гіро Файнс-Тіффін, Зан МакКларнон і Мелані Скрофано.

## Синопсис
Мисливець і шериф вистежують вбивцю, який, можливо, викрав доньку мисливця багато років тому.

## Акторський склад
| Актор                  | Роль                                |
| ---------------------- | ----------------------------------- |
| Ніколай Костер-Вальдау | Рейберн Свонсон мисливець           |
| Аннабелль Волліс       | Аліса Густафсон шериф               |
| Гіро Файнс-Тіффін      | Брукс Густафсон молодший брат Аліси |
| Зан МакКларнон         | Карл Блекхок                        |
| Мелані Скрофано        | Деббі                               |
| Деніелл Раян           | доктор Патель                       |

## Виробництво
У травні 2018 року було оголошено, що Ніколай Костер-Вальдау зіграє у фільмі, режисером якого буде Андерс Енгстом за сценарієм Міки Ранума. У лютому 2019 року Аннабель Волліс приєдналася до акторського складу, а Робін Пронт замінив Енгстома на посаді режисера. У квітні 2019 року до акторського складу доєднався Гіро Файнс Тіффін, а у травні 2019 року — Мелані Скрофано, Зан МакКларнон і Шон Сміт.
Зйомки почалися в травні 2019 року в Канаді, і проходили у Великому Садбері, Онтаріо.

## Випуск
Світова прем’єра фільму була запланована на фестивалі South by Southwest у березні 2020 року, однак фестиваль був скасований через пандемію COVID-19. Невдовзі Saban Films придбала права на дистрибуцію фільму. У США фільм вийшов у прокат через DirecTV Cinema 16 липня 2020 року, а в кінотеатрах та на відео на вимогу — 4 серпня 2020 року. У Канаді був випущенний 14 серпня 2020 року.